# Tancrède Auguste
Joseph Antoine Tancrède Auguste, né le 16 mars 1856 à Cap-Haïtien et mort le 2 mai 1913 à Port-au-Prince, est un homme politique et militaire haïtien qui est président de la République du 9 août 1912 jusqu'à sa mort le 2 mai 1913.
Sa présidence, qui ne dure que 8 mois (moins que celle de son prédécesseur Cincinnatus Leconte qui est président durant 11 mois), débute dans la crise, son prédécesseur venant de mourir dans l'explosion de son palais causée par ses opposants politiques. Le président Tancrède Auguste commande alors la reconstruction du Palais national et met en place une répression contre les responsables de l'attentat. Auguste exerce la présidence pendant moins d'un an à cause de sa santé fragile et est décédé alors qu'il voyageait dans le nord du pays au début du mois de mai 1913.
Il est le grand-père de l'écrivain communiste Jacques Roumain.

## Carrière
Fils de André P. Auguste et de Ernestine Rotgers, il est propriétaire d'une maison de commerce à Port-au-Prince, puis devient ministre de l'Intérieur et de la Police sous les présidences de Florvil Hyppolite et Tirésias Simon Sam (1895 ; 1897-1902). Il fait partie du Conseil des Secrétaires d'État (avec Tirésias Simon Sam et Solon Ménos) qui assura la transition au pouvoir du 24 mars 1896 au 31 mars 1896, entre la mort de Florvil Hyppolite et l'élection de Tirésias Simon Sam.

## Présidence
Le 8 août 1912, une violente explosion détruit le Palais national, tuant le président de la République, Cincinnatus Leconte, des membres de sa famille et plusieurs centaines de soldats. Un compte rendu de 1912 de l'explosion du Political Science Quarterly rapporte qu'un « allumage accidentel de magasins de munitions a causé la mort du président Cincinnatus Leconte » tandis qu'un article de 1927 dans le même journal considère sa mort comme un « assassinat ».
Après la mort du président, le pays est en crise. Le Conseil des Secrétaires d'État dirige le pays pendant quelques heures, puisque ce même jour, l'Assemblée nationale se réunit et élit le général Tancrède Auguste pour lui succéder à la présidence de la République pour un mandat de sept ans.
Dès son élection, Auguste entame la reconstruction rapide du Palais national et met en place une répression sévère contre les opposants du président Leconte, accusés d'avoir orchestré l'attentat du Palais national.

## Décès
Après un voyage dans le Nord du pays, Tancrède Auguste est atteint d'une maladie et meurt le 2 mai 1913. Le Conseil des Secrétaires d'État composé de Seymour Pradel, François Baufossé Laroche, Jacques Nicolas Léger, Tertullien Marcelin Guilbaud, Jean-Pierre Joseph Edmond Lespinasse et André Faustin Guatimosin Boco prend le pouvoir du 3 au 12 mai 1913. Marié le 16 mars 1878 à Ancelinette Rose Durand, ils ont 7 enfants (3 fils et 4 filles) prénommés successivement : Louis, Lucie, Joseph, Louisa, Émilie, Fernande et René. Il est le grand-père de Jacques Roumain, écrivain, poète et homme politique communiste qui a une influence considérable sur la culture haïtienne.